# Ozerkí (Nijni Nóvgorod)
|  | Per a altres significats, vegeu «Ozerkí». |

Ozerkí (en rus: Озерки) és un poble de l'óblast de Nijni Nóvgorod, a Rússia, segons el cens del 2010 tenia 292 habitants, pertany al municipi de Iazíkovo.